# Niederdorf (ville de Zurich)
Pour les articles homonymes, voir Niederdorf.
Le Niederdorf (en langage populaire Dörfli) est une partie de la vieille ville de Zurich en Suisse et forme une grande partie du quartier Rathaus situé dans l'arrondissement Kreis 1. 
Au cœur du Niederdorf se trouve l'église Grossmünster, les rues Münstergasse et Niederdorfstrasse, parallèles au Limmatquai, forment l'épine dorsale du quartier. Les rues sont très animées et on y trouve de nombreux bars et restaurants.
En marge du Niederdorf se trouvent notamment, au bord de la Limmat, l'Hôtel de ville (en allemand Rathaus) et la Wasserkirche.